# Volodymyr Ljutyj
Volodymyr Ivanovytj Ljutyj (ukrainska: Володимир Іванович Лютий), född den 20 april 1962 i Dnepropetrovsk, Ukrainska SSR, Sovjetunionen, är en ukrainsk fotbollstränare och tidigare fotbollsspelare (sovjetisk/ukrainsk) som med det sovjetiska landslaget tog OS-guld vid de olympiska sommarspelen 1988 i Seoul.

### Webbkällor
- Denna artikel är helt eller delvis översatt från motsvarande artikel på engelska wikipedia.
- Sports-reference.com (engelska)